# Імекану
Імекану (яп. イメカヌ, Imekanu, 10 листопада 1875 – 6 квітня 1961), також відома під своїм японським ім'ям Каннарі Мацу (Kannari Matsu (яп. 金成 マツ)) - айнська місіонер та епічна поетеса. Разом зі своєю племінницею, Юкіе Тірі, вона записала і зберегла численні айнські юкар, яких навчилася від своєї матері.

## Життя і праця
Імекану походила з айнської родини із Хоробецу в підпрефектурі Ібурі, Хоккайдо, Японія. Вона почала вивчати репертуар айнської поезії від своєї матері, Монасіноку, досвідченого оповідача айнських казок, яка дуже погано говорила японською. Прийнявши християнство, Імекану багато років працювала в Англіканській Церкві Японії як місіонер-мирянка під керівництвом місіонера Джона Батчелора, відомого своїми публікаціями про мову та культуру айнів. У 1918 році Батчелор познайомив Імекану з Кіндаіті Кьосуке, найвидатнішим японським вченим у цій галузі.
Після завершення місіонерської діяльності в 1926 році Імекану почала записувати юкар, відомі їй з айнської традиції, і продовжувала це робити до самої смерті. Ці тексти на айнському діалекті хоробецу склали 20 000 сторінок у 134 томах. 72 з цих томів були призначені для Кіндаіті, а 52 томи - для племінника Імекану, Тірі Масіхо - дослідника, що спеціалізувався на айнській лінгвістиці.
Юкіе Тірі, племінниця Імекану і сестра Тірі Масіхо, виросла разом з Монасіноуку та Імекану, і разом з ними вивчила багато айнських юкар. Вона записала тринадцять юкар з цієї традиції, переклала їх японською мовою і підготувала двомовне видання, яке побачило світ в 1923 році. Це була перша публікація айнських традицій, здійснена айнським автором. Три з цих юкар пізніше з'явилися в англійському перекладі, разом з іншими творами інших авторів, у книзі Дональда Л. Філіппі "Пісні богів, пісні людей" (1979).
Кіндаіті опублікував версію епосу "Кутуне Сирка" Імекану разом з версією Набесави Вакарпи з коментарями у своєму двотомному дослідженні айнських юкар у 1931 році. У 1959-1966 роках він опублікував семитомне зібрання епосу Імекану з власними японськими перекладами.

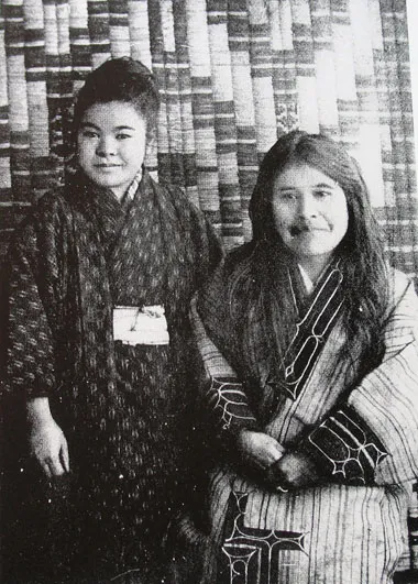
Імекану, справа, з її племінницею Юкіе Тірі
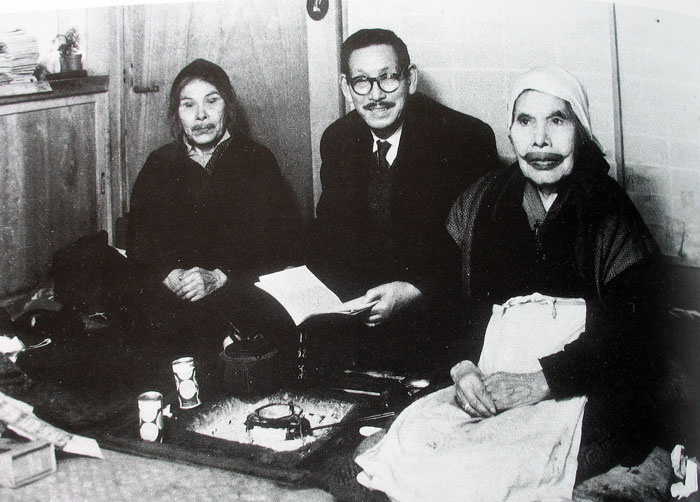
Імекану, ліворуч, з Кіндаіті Кьосуке та її сестрою Намі Канаї